# عري

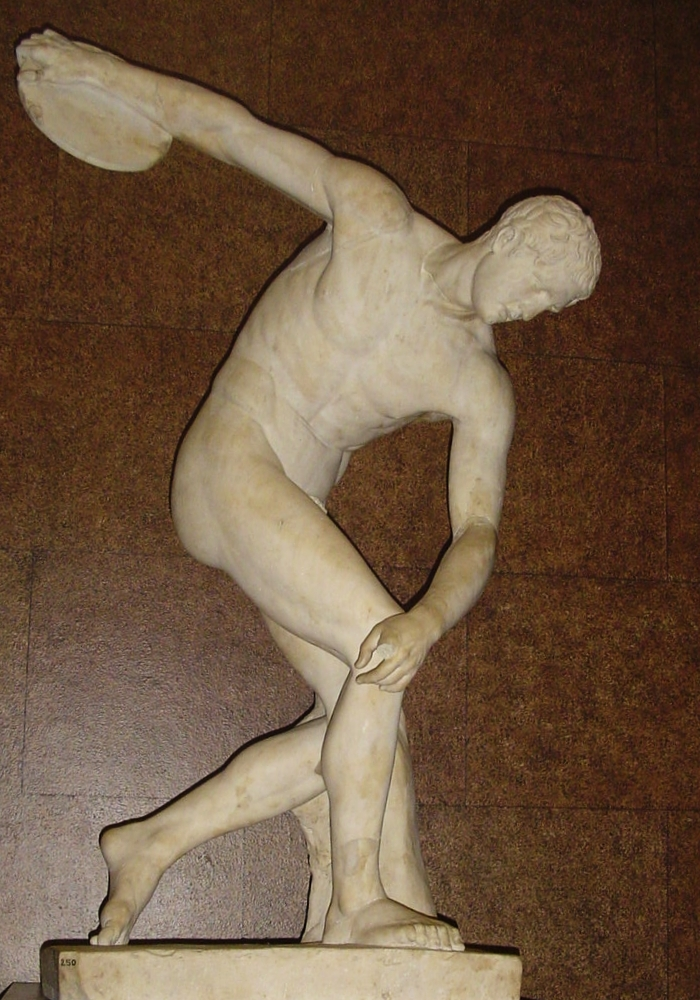
منحوتة رامي القرص لمايرون.

العري، هو عدم ارتداء أي ملابس. وأحيانا يستخدم للإشارة إلى ارتداء ملابس أقل بكثير مما يتوقع من قبل ثقافة معينة، وخاصة في فضح الأجزاء الحميمية من الجسم، والعري الكامل يعني عدم تغطية أي جزء من الجسم، خصوصا الأجزاء الحساسة، مثل الأعضاء التناسلية لدى الجنسين والأثداء عند الإناث.

## المصطلحات
«عاري»، «عارية»، و«متجرد»، وعبارات أخرى لها نفس المعنى والهدف (أي عدم ارتداء الملابس)، ولها مدلولات مختلفة ذاتية، وجزئية حسب علم أصول الكلام.
الكلمة (بالإنجليزية: Nude) أصلا كان تعني «سهل، عاري، غير مزين» بمعنى أوسع عندما أدخل إلى الإنكليزية من nudus اللاتينية، في الأصل بوصفها مصطلحا قانونيا بمعنى «لا يدعمه دليل»، منذ 1531؛ استخدمت في وقت لاحق فنيا كناية عن التجرد البدني في سنة 1631.

## التاريخ
يفترض علماء الأنثروبولوجيا منطقيا أن البشر يعيشون أصلا عراة دون ملابس كوضع طبيعي وأن تكييف جلود الحيوانات والنباتات إلى أغطية لحمايه اللابس من البرد والحرارة والمطر، وخصوصا أن البشر هاجروا إلى مناخات جديدة كبديل، تغطي أن تكون الملابس قد اخترعت أولا لأغراض أخرى، مثل السحر، الديكور، والعبادة.
كانت اسلاف البشر عارية وكان قدماء اليونانيين يمارسون الرياضة وهم عرايا، وأصل كلمة «جمنازيوم» (ملعب) هو «تدريب العرايا». لكنهم، اقتصروا ذلك على الرجال، ومنعوا النساء، حتى مشاهدات. وتوضح بقايا رسوم أول العاب أولمبية، قبل ثلاثة آلاف سنة مصارعون وملاكمون يتنافسون وهم عرايا.
وكان تعرى قدماء اليونانيين جزءا من عباداتهم («كما خلقني الإله»). وكانوا يقدمون جوائز الألعاب الأولمبية داخل معابد للفائزين وهم عرايا.

## الدين والعري

### اليهودية والمسيحية
رسومات آدم وحواء في الجنة جعلتهما عاريين. (أول رسم لا يزال باقيا رسمه الفنان الألماني هانز بيهام سنة 1452). وقال: «لم يكن العري هو الخطيئة الأولى. كان أكل التفاحة (إغراء الشيطان) هو الخطيئة الأولى.»
وأشارت التوراة إلى العري من جانبين، إيجابي وسلبي، في الجانب الآخر، ربط سفر ازايا العري بالعيب والفضيحة. وقال: «قاد ملك الاشيوريون سجناء مصر، وأسرى إثيوبيا، كبارا وصغار، عرايا وحفايا، عارا على مصر.» لكن العهد الجديد كرر وصايا يسوع المسيح بالتستر، والتأدب، والتحشم، والتعفف.

### الإسلام
يطلق الإسلام على مناطق الجسم التي يجب ألا تتعرى اسم عورة، وعورة الرجل اختلف رجال الدين فيها، فبعضهم قال أن عورة الرجل هما السوأتان فقط، أي القبل والدبر دون غيرهما، وذهب الحنفية إلى القول بأن عورة الرجل ما بين السرة إلى الركبة، والسرة ليست من العورة بخلاف الركبة، ثم حكم العورة في الركبة أخف منه في الفخذ، وفي الفخذ أخف منه في السوأة، وذهب جمهور الفقهاء من الشافعية والمالكية والحنابلة في القول الراجح عندهم إلى أن عورة الرجل ما دون سرته إلى ركبتيه، وليست السرة، ولا الركبتان من العورة، ولكن يجب ستر الجزء الملاصق منهما لهما لتمام سترها الواجب 
وبالنسبة لعورة المرأة فهي للرجال الأجانب عنها وكذلك النساء غير المسلمات جميع بدنها ما عدا الوجه والكفين 

### الهندوسية
من بين الطوائف الدينية الهندوسية يلاحظ أن سادهو (رهبان) طائفة ناغا الهندوسية هم المجموعة الوحيدة التي يمكن رؤيتها عارية. وعادةً ما يرتدون قطعة قماش حول خصورهم، ويبقون في عزلة ويخرجون للأماكن العامة مرة واحدة كل أربعة سنوات خلال كومبه ميلا.

### الجانية
يكون الرهبان والراهبات في طائفة ديغامبارا في الديانة الجانية عراة أثناء ممارستهم لطقوسهم الدينية، كما يبقون تماثيلهم المقدسة عارية.
في حين ترتدي طائفة سفيتامبارا العباءات البيضاء ويضعون قطعاً من القماش على تماثيلهم المقدسة.

## الآراء الاجتماعية حول العري

### الثقافة الغربية

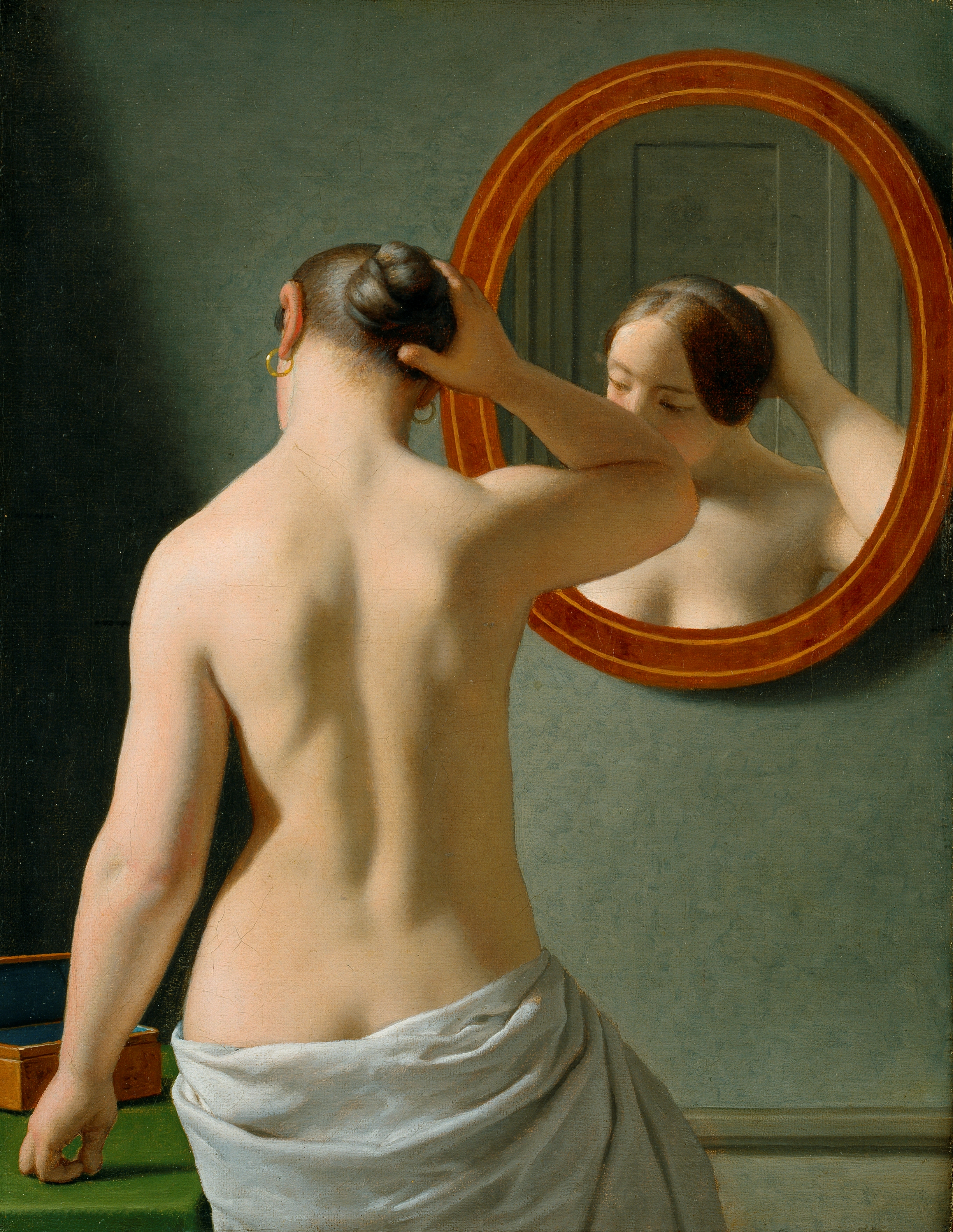
لوحة «امرأة عارية تصفف شعرها أمام المرآة» عام 1841

غالباً ما يكون التعري أمام الغرباء من نفس الجنس أكثر قبولاً من أمام تلك أو غيرها من كلا الجنسين، على سبيل المثال عند الاستحمام أو الاغتسال، وغرف تغيير الملابس المشتركة الخاصة بالجنس وغرف تغيير الملابس ودورات المياه لخدمة منع عرضي جزئي التعري أمام الجنس الآخر.
في بعض الثقافات، وحتى بالنسبة للأشخاص من نفس الجنس رؤية بعضنا البعض عارياً يعتبر غير ملائم ومحرجاً أيضاً. الإرضاع في الأماكن العامة غير قانوني في بعض التشريعات أو أنه حق قانوني يمكن ممارسته في العمل أو الأماكن العامة، في حين قد لا تحبذ بعض الأمهات إرضاع طفلها في أماكن عامة. وقد يعترض بعض الأفراد على هذه الممارسة.

### الثقافة العربية
ينظر للعري في كثير من دول العالم العربي على أنه تلميح شبقي على عكس المجتمعات الغربية التي قد يحمل العري فيها أبعاداً ذو مدلولات اجتماعية وفكرية فما يميز المجتمعات في العالم العربي هو استخدام عدد كبير من الإناث لأدوات التستر كالحجاب والنقاب.

### الثقافات الأفريقية
استخدمت النساء التعري عن قصد في أفريقيا بغية توجيه اللعنة ويرجع تاريخ هذه الممارسة الثقافية إلى قديم العهد وتستمر في أماكن كثيرة حتى يومنا هذا. والفكرة من ذلك هي أن المرأة تعطي الحياة كما يمكن أن تأخذها بعيداً. وتطلق اللعنة شكلاً متطرفاً من الأوستراكية، والتي وصفتها عالمة الأنثروبولوجيا تيريسا تيرنر «بالتنفيذ الاجتماعي». وتمتد اللعنة إلى الرجال الأجانب أيضاً، ويسود الاعتقاد بأنها تؤدي إلى العجز الجنسي أو الجنون أو أي ضرر أخر من قبيل ذلك. وقد استخدم تهديد التعرية بنجاح في مظاهرات ضخمة ضد صناعة البترول في نيجيريا، كما استخدمته الناشطة والحائزة على جائزة نوبل للسلام ليما غبوي خلال الحرب الأهلية الليبيرية الثانية، وضد الرئيس لوران غباغبو في ساحل العاج.

## التعري والجنس
التعري أمام أحد الشريك الجنسي مقبول على نطاق واسع، ولكن قد تكون هناك قيود—على سبيل المثال، إلا في وقت ومكان ممارسة الجنس، أو مع إضاءة مستضعفة، أثناء الاستحمام مع شريك أو بعده أو أثناء النوم يغطيه بطانية.

## التعري الاجتماعي
التعري الاجتماعي له صورتان، جماعية وفردية. جماعياً، حيث هناك معسكرات العراة، التي يقول أصحابها أن الهدف منها هو العودة إلى الطبيعة، واثبات أن التعري مسألة نسبية جداً.
أما تعري الأفراد، فقد عرف من بين هؤلاء، عديدون، حاولوا أن يتجولوا بين الناس من دون ملابس متذرعين بفلسفات عدة، ومنها أن الجسد لوحة فنية.

## الاستحمام
الاتجاه في بعض الدول الأوروبية (على سبيل المثال ألمانيا وفنلندا وهولندا) هو إتاحة الفرصة لكلا الجنسين الاستحمام عراة معا، ومن ناحية أخرى يمكن أن حمامات البخار الفنلندية مختلطة، ودائما تحضر عاريا.

## وصلات خارجية
- تاريخ التعري عبر القرن العشرين على موقع «تاريخ الفن» (بالإنجليزية)
- «التعري في الثقافات القديمة حتى الحديثة» بقلم أيلين غودسون (بالإنجليزية) (وهو مقتطف من كتاب غودسون بعنوان «العلاج والتعرية والبهجة»)